# Generation
Generation – drugi album studyjny brytyjskiej  grupy muzycznej Audio Bullys.

## Lista utworów[1]
| Nr  | Tytuł utworu                                        | Długość |
| --- | --------------------------------------------------- | ------- |
| 1.  | „Intro”                                             | 0:40    |
| 2.  | „Shot You Down” (Gościnnie: Nancy Sinatra)          | 3:34    |
| 3.  | „Keep On Moving”                                    | 3:55    |
| 4.  | „Generation”                                        | 3:21    |
| 5.  | „I Won't Let You Down”                              | 5:41    |
| 6.  | „(The World)”                                       | 0:33    |
| 7.  | „Eq-ing”                                            | 4:00    |
| 8.  | „Made Like That” (Gościnnie: Roots Manuva & Mr Fox) | 4:08    |
| 9.  | „All Sing Along”                                    | 3:44    |
| 10. | „Get Myself on Track”                               | 3:47    |
| 11. | „I'm in Love”                                       | 2:56    |
| 12. | „Take You There”                                    | 2:59    |
| 13. | „This Road” (Gościnnie: Suggs)                      | 3:35    |
| 14. | „Struck by the Sound”                               | 5:06    |
|     |                                                     | 47:59   |

## Twórcy albumu[1]
- Mike Marsh – mastering
- Ben Thackeray – miksowanie (utwory: 2, 4, 8, 11)
- Rohan Onraet – miksowanie (utwór nr 5)
- Steve Dub – miksowanie (utwory: 2, 3, 8, 11)
- Audio Bullys – produkcja, muzyka, miksowanie

## Listy sprzedaży
| Lista                        | Kraj     | Pozycja |
| ---------------------------- | -------- | ------- |
| Dutch Albums (Album Top 100) | Holandia | 36      |